# بيرنين إلسونياس (خنفساء)
بيرنين إلسونياس (الاسم العلمي: Berninelsonius)، هو جنس من الخنافس التي تنتمي إلى فصيلة الدودة السلكية . 
تم العثور على أنواع هذا الجنس في أوروبا وأمريكا الشمالية. 
الأنواع: 
Berninelsonius hyperboreus (جيلنهال ، 1827)